# 명왕성의 위성

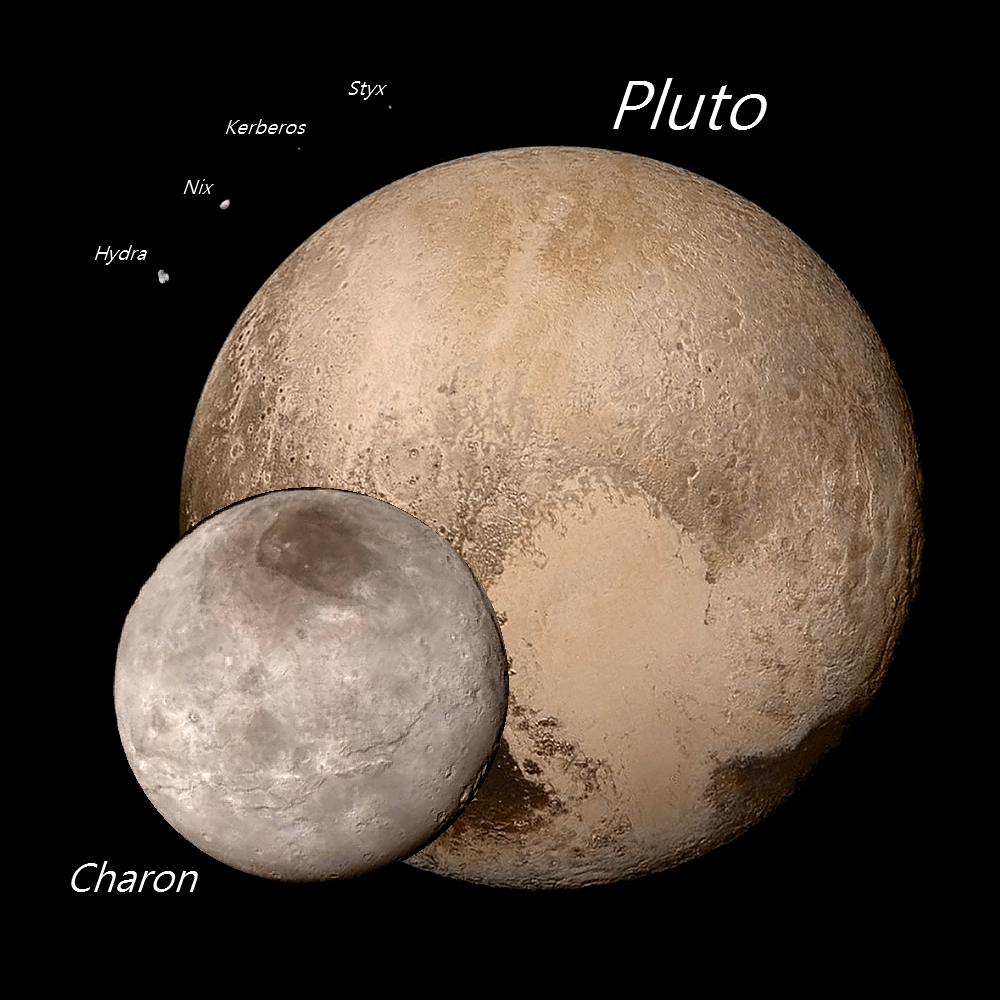
명왕성, 카론, 히드라, 닉스는 뉴 허라이즌스가 촬영한 이미지이다. 명왕성과 카론의 크기 비율은 비슷하나 나머지 4개의 위성은 일치하지 않는다.

명왕성의 위성은 현재 5개가 발견되었다. 1978년 제임스 크리스티가 발견한 카론과, 2005년 발견된 닉스와 히드라, 그리고 2011년 발견된 케르베로스와 2012년 발견된 스틱스이다. 또한, 준위성으로는 1994 JR1이 있다.

## 개요
명왕성의 위성들은 다른 행성계에 비해 유독 명왕성에 가까이에 위치해 있다. 예를 들어 해왕성의 위성 프사마테는 해왕성을 힐 권의 40% 반경에서 공전한다. 명왕성의 경우, 위성들은 명왕성의 힐 권 반경의 최대 53% 거리에서 (역행 궤도로 돈다면 최대 69%) 공전 가능하나, 모든 위성들은 힐 권 안쪽 3% 반경 이내에 위치한다. 발견자에 따르면, 명왕성계는 고도로 압축되고 비어 있다. 그러나 고리를 포함해서 다른 천체들이 추가로 존재할 가능성도 지적되었다.

### 카론
카론은 명왕성의 위성중 가장 크다. 몇몇 천문학자는 명왕성-카론을 이중행성으로 보기도 한다. 명왕성과 카론은 서로 같은 면만을 바라보며 마치 아령처럼 서로 공전한다. 이 두 천체의 관계는 다른 천체-위성의 관계처럼 주종 관계가 아니라 공존하는 관계로 보인다. 작은 위성인 닉스와 히드라는 명왕성과 카론의 주위를 동시에 돌고 있다.

### 닉스와 히드라
2005년 5월 15일, 허블 우주망원경을 통해 명왕성의 위성 둘이 추가로 발견되었다. 이 두 위성에는 임시로 S/2005 P 1과 S/2005 P 2라는 이름이 붙여졌다. 2006년 6월 21일 국제천문연맹은 이 두 위성에 그리스 신화의 밤의 여신 닉스(이전 이름 P 2)와 목이 아홉개인 물뱀 히드라(이전 이름 P 1)라고 정식으로 이름붙였다.

### 케르베로스
2011년 7월 20일 미항공우주국(NASA)은 허블 우주망원경을 이용하여 명왕성의 새로운 위성을 발견했다고 발표하였다. 이 위성은 임시로 P4(또는 S/2011 P 1)란 명칭이 부여되었다. 이 위성은 명왕성의 고리를 찾던 가운데 2011년 6월 28일 처음으로 관측되었고, 뒤이어 7월 3일과 7월 18일의 관측에 의해 그 존재가 확정되었으며 공전 궤도와 공전 주기도 계산되었다.

### 스틱스
2012년 7월 11일 미국항공우주국(NASA)과 유럽우주국(ESA) 과학자들은 허블 우주망원경을 이용해 명왕성 주위를 공전하는 다섯 번째 위성을 발견했다.”고 발표했다. 이 위성은 임시 명칭인 P5 또는 S/2012로 명명되었다. 스틱스는 불규칙한 모양이며, 다른 명왕성의 위성들처럼 질서정연한 동심원 궤도를 돌고있다. 이에 대해 미국 SETI 연구소의 행성천문학자 마크 쇼월터는 “마치 러시아 인형처럼 차곡차곡 쌓인 궤도를 돌고 있다.”고 설명했다.

## 위성 종류
| 이름 (발음) | 이름 (발음) | 이름 (발음)         | 사진 | 지름 (km)         | 질량 (×1019 kg) | 긴반지름 (km) | 궤도 주기 (일)   | 궤도 주기 (카론과 비교) | 이심률              | 궤도 경사 (°) (명왕성의 적도 기준) | 평균 밝기 | 발견일     |
| ----------- | ----------- | ------------------- | ---- | ----------------- | --------------- | ------------- | ---------------- | ----------------------- | ------------------- | ---------------------------------- | --------- | ---------- |
| 명왕성      | 명왕성      | /ˈpluːtoʊ/          |      | 2376.6±1.6        | 1305±7          | 2035          | 6.387230         | 1 : 1                   | 0.0022              | 0.001                              | 15.1      | 1930/02/18 |
| Pluto I     | 카론        | /ˈʃærən/, /ˈkɛərən/ |      | 1212±3            | 158.7±1.5       | 17536±3*      | 6.387230         | 1 : 1                   | 0.0022              | 0.001                              | 16.8      | 1978/06/22 |
| Pluto V     | 스틱스      | /ˈstɪks/            |      | 16 × 9 × 8 11km   | 0.00075         | 42656±78      | 20.16155±0.00027 | 1 : 3.16                | 0.0058 ± 0.0011     | 0.81 ± 0.16                        | 27        | 2012/06/26 |
| Pluto II    | 닉스        | /ˈnɪks/             |      | 53 × 41 × 36 45km | 0.005 ± 0.004   | 48694±3       | 24.85463±0.00003 | 1 : 3.89                | 0.002036 ± 0.000050 | 0.133 ± 0.008                      | 23.7      | 2005/06/15 |
| Pluto IV    | 케르베로스  | /ˈkɜːrbərəs/        |      | 19 × 10 × 9 14km  | 0.0016 ± 0.0009 | 57783±19      | 32.16756±0.00014 | 1 : 5.04                | 0.00328 ± 0.00020   | 0.389 ± 0.037                      | 26        | 2011/06/28 |
| Pluto III   | 히드라      | /ˈhaɪdrə/           |      | 65 × 45 × 25 55km | 0.005 ± 0.004   | 64738±3       | 38.20177±0.00003 | 1 : 5.98                | 0.005862 ± 0.000025 | 0.242 ± 0.005                      | 23.3      | 2005/06/15 |

(*) 모든 요소는 명왕성과 카론의 무게중심으로 결정된다. 명왕성의 중심과 카론의 최대 거리는 19,571 ± 4 km이다.

같은 비율로 그린 명왕성과 위성

## 사진

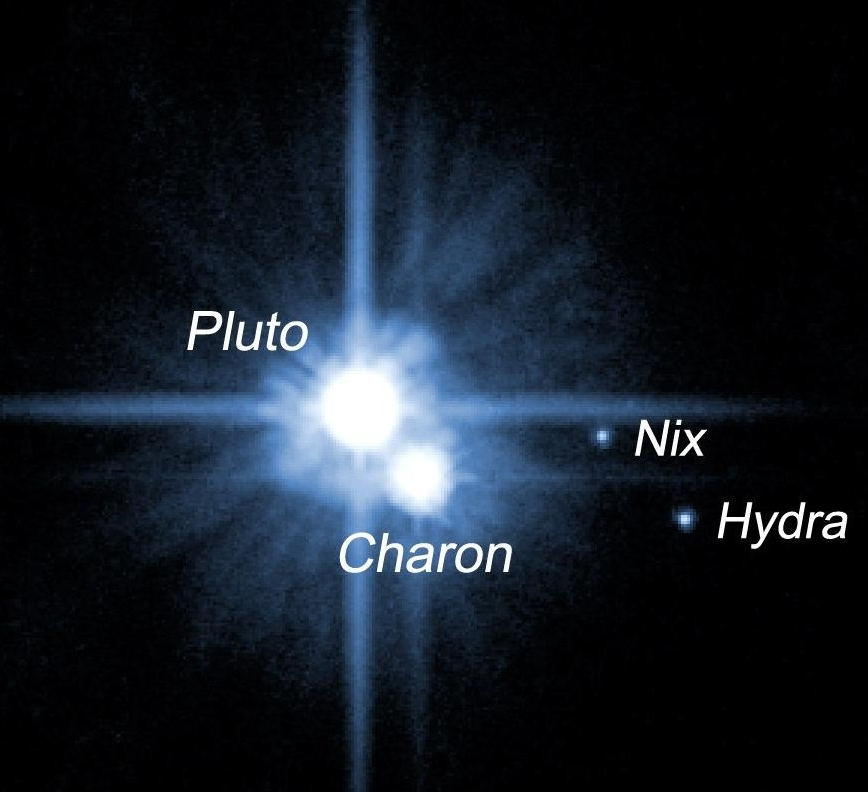
명왕성과 주요 위성의 허블 사진
명왕성과 위성의 상대적 크기